# Roquefort-sur-Garonne

Roquefort-sur-Garonne este o comună în departamentul Haute-Garonne din sudul Franței. În 2009 avea o populație de 780 de locuitori.

## Evoluția populației
| An        | 1975 | 1982 | 1990 | 1999 | 2006 | 2009 |
| --------- | ---- | ---- | ---- | ---- | ---- | ---- |
| Populație | 842  | 810  | 806  | 715  | 761  | 780  |